# 이리부천초등학교
이리부천초등학교는 대한민국 전북특별자치도 익산시 부송동에 있는 공립 초등학교이다.

## 학교 연혁
- 1997. 03. 15 이리부천초등학교 개교(24학급)
- 2007. 03. 01 특수학급 신설
- 2008. 03. 01 병설유치원 개원
- 2017. 09. 01 제9대 김선자 교장 부임
- 2019. 03. 01 27학급 편성(특수학급 2학급 포함), 병설유치원 4학급
- 2020. 01. 10 제22회 132명 졸업 (졸업 총인원 : 4125명)

## 학교 상징
- 우리 학교 꽃 - 철쭉 : 끈기, 인내
- 우리 학교 나무 - 느티나무 : 풍요, 발전
- 우리 학교 새 - 까치 : 기쁨, 번영

## 참고 자료
- 이리부천초등학교 - 한국교육학술정보원 학교알리미